# ウィリアム・ジョージ・ホーナー
ウィリアム・ジョージ・ホーナー（英語: William George Horner、1786年 - 1837年9月22日）は、イギリスの数学者、教師。1834年に「ディーダリウム（英語: Daedaleum）」の名前で回転のぞき絵を発明したとされている。

## 略歴
メソジストのウィリアム・ホーナー師の息子として1786年にブリストルで生まれた。ブリストル近郊のキングスウッド・スクールで学び、16歳の時に同校の副校長、さらに4年後の1806年には校長にまで昇進した。その後、1809年にバースのグロブナープレイスに学校を創設し、亡くなるまで経営を続けている。死亡時には妻と数人の子供が遺され、子供の一人であるウィリアムが学校を引き継いでいる。

## 業績
こんにち、数値解析においてホーナー法という言葉が指すものは2通りある。ひとつは、通常n+(n-1)+(n-2)+...+1回の乗算が必要になるn次の多項式の値をn回の乗算で求める手法であり、もうひとつは、それをニュートン法と併せて利用して、代数方程式の数値解を求める手法である。以下、前者に関して述べる。
オーガスタス・ド・モルガンによれば、初出は1819年7月1日にデービス・ギルバートによって王立協会に提出された『A New Method of Solving Numerical Equations of all Orders by Continuous Approximation』という論文だという。また、同年にはフィロソフィカル・トランザクションズにも掲載されているという。しかし、後年の歴史家たちによってこの話は包括的に否定されている。ド・モルガンが支持する「ホーナー法はホーナーが発見した」という説は、教科書で述べられているが、不適切な名称と言える。1819年の論文にはホーナー法に関する記載が含まれていないばかりか、Theodore Holdredが書いた1820年の論文で確認することができ、ホーナー自身が書いた論文に登場するのは1830年になってからである。また、ホーナー法自体も実は目新しい発見ではなく、既に中国の数学者、朱世傑によって数世紀前に発見されているほか、パオロ・ルフィニの功績にも表れている。その後、ホーナー法は1838年にホーナーによって再び『The Ladies' Diary』誌に掲載され、簡潔かつより拡張されたものは1843年の『Mathematician』で確認することができる。